# Elxan Süleymanov
Elxan Süleymanov (2 febbraio 1974) è un ex sollevatore azero che ha gareggiato nelle categorie dei pesi gallo (fino a 59 kg.) e dei pesi piuma (fino a 62 kg.).

## Carriera
Elxan Süleymanov partecipò alle Olimpiadi di Sydney 2000 nella categoria dei pesi piuma, terminando la gara all'8º posto finale con 292,5 kg. nel totale.
L'anno successivo vinse la medaglia d'argento ai Campionati europei di Trenčín con 287,5 kg. nel totale, battuto dal bulgaro-croato Nikolaj Pešalov (300 kg.).
Ai Campionati mondiali di sollevamento pesi ebbe come miglior risultato un 5º posto nell'edizione di Chiang Mai 1997 nella categoria dei pesi gallo con 282,5 kg. nel totale.